# 度津神社
度津神社（わたつじんじゃ）は、新潟県佐渡市羽茂飯岡にある神社。式内社、佐渡国一宮。旧社格は国幣小社で、現在は神社本庁の別表神社。

## 祭神
主祭神
- 五十猛命 （いそたけるのみこと） - 素戔嗚尊（すさのおのみこと）の子

配神
- 大屋津姫命 （おおやつひめのみこと） - 同じく素戔嗚尊の子で五十猛命の妹神
- 抓津姫命 （つまつひめのみこと） - 同上

これら兄妹3神は何れも木の文化を司り、林業・建築業・造船業の神と言われている。『佐渡一ノ宮度津神社参拝の栞』によれば、五十猛命は木材による家屋・舟・車の築造技術を盛んにした功徳により、またの名を大屋毘古神（おおやひこのかみ）と呼ばれている。また造船のほか航海術に秀で車の普及に当たったことから、海上・陸上の交通安全の守護神として崇敬されていると言う。
上記の祭神および配祀を決定したのは、江戸時代初期の神道家橘三喜と言われている。宮司美濃部楨撰による『度津神社明細調書』では、官牒に祭神は五十猛命の1座となっているのに、『諸国一宮巡詣記』には3座と記されていること、宝永年間の当神社再建の奉加帳にも五十猛命に配祀として大屋津姫命と抓津姫命の記載があり、橘三喜が巡拝した時期が当神社の祭神杜撰の山場であった頃なので、2神を配祀したのは橘三喜ではないか、と考察している。大正11年（1922年）に編纂された『佐渡國誌』では、『諸国一宮巡詣記』の記述によれば、ただ古来より一宮と称して来たと言う以外に当神社を一宮と証するものが無く、祭神も詳しくは分からなかったようであると述べたうえで、そうであるなら祭神を杜撰奉納したのは橘三喜ではないかと考察している。その理由として、当神社の他に橘三喜が神号を奉納した佐渡8社のうち、佐渡国三宮引田部神社の祭神は古来大己貴命とされていたのが、橘三喜が猿田彦命の神号を奉納して後は、祭神が猿田彦命となったことをあげている。
しかし、祭神を五十猛命とすることには異論もある。文化年間に田中従太郎によって著された『佐渡志』には「又海童神ヲ祭ルトモ云ヘリ」との記述があり、吉田東伍は著書『大日本地名辞書』において五十猛命説を「附会を免れず」と非難したうえで「土人は近世、一宮八幡と号し、神宮寺・千光寺之を司れり、隠岐国渡明神あり、此れと一類の神祇ならん」と述べている。
また、社名の「ワタ」は海の古語で、「ワタツ神社」は「海の神の社」という意味となり、元々は航海・漁労を司る海の神を祀る神社であったと推定したうえで、当神社が元は海岸寄りに鎮座していた、と言う説もある。社伝では、五十猛命の父のスサノオが人々に造船・航海の術を授けたことから度津神社と称するのだとしている。

## 歴史
往古の羽茂川洪水により社殿、古文書から別当寺にいたるまでことごとく流失したため、創建の由緒は不詳である。『佐渡國誌』には、寛永18年（1641年）1月21日付けの『飯岡村八幡宮證文之寫』が所収されているが、そこには「殊ひたの内匠立申候両社　仲哀天皇之御宇神祇之書物于今在社に御座候、・・・」との記述がある。このとき本当に『神祇之書物』が存在したのだとすれば、その内容によっては当神社が仲哀天皇の御宇である仲哀天皇元年-同9年頃、またはそれ以前に創建された可能性が出てくるが、縁起などが流失した洪水は寛永18年以前に起こったと伝えられている。
延長5年（927年）に『延喜式神名帳』により式内社、小社へ列格された。『中世諸国一宮制の基礎的研究』では、『延喜式神名帳』における佐渡国の式内社記載順によって一宮と呼ばれるようになっている、と述べている。また『佐渡志』には「延喜式載スル所ノ九社ノ第一ニシテ、・・・」との記述がある。
『朝野群載　巻6』には、神事に過穢があったことにより祟り給うたので、度津神社に使者を遣わし中祓いを科して祓い清めるべしとの承暦4年（1080年）6月10日付けの神祇官奏上が記載されている。
『佐渡國寺社帳』によれば、往古の社地は東にあり、文明2年（1470年）羽茂川の洪水により社殿・古文書等ことごとく流失したので、同
4年（1472年）に本間氏が再建立したのだと言う。『佐渡志』では、古の祠は正和中に改修され、その後の文禄2年癸丑（1593年）6月の水災により社壇が流されたので同じ村の八幡宮に合祀した、さらにその後、旧地に祠を作ったが、なお八幡宮を相殿に置いたと述べている。これらを受け『佐渡國誌』では、文禄2年は癸巳であって癸丑ではなく、『佐渡國寺社帳』にある文明2年は癸でも丑でもない、また文明から文禄までの120年間に癸丑であったのは明応2年（1493年）と天文2年（1533年）で、いずれも△△2年なので特定できないが、文禄2年には有名な洪水があったので癸丑は癸巳の誤りと見て、文明2年と文禄2年の両年に水災があったと見るのが穏当ではないか、と考察している。旧社地については、かつて海岸寄りに鎮座していたのが、後に現在地に遷座したとの説、『佐渡一ノ宮度津神社参拝の栞』で考察している現社地より川下の別当屋敷の地名が残るあたりとの説がある。このような状況から『中世諸国一宮制の基礎的研究』では、「旧社地については諸説ありはっきりしない」と述べている。
『飯岡村八幡宮證文之寫』の記述から寛永18年（1641年）には当神社が八幡宮に合祀されている様子が分かる。『飯岡村八幡宮證文之寫』の内容から、この頃まで八幡宮と度津神社が混在して明確に分かれておらず、さらに文意を考えれば八幡宮が一宮であるかのように見え、おそらく地頭等を含め皆が八幡宮を信仰して社料も多く附けられていたのだろう、と『佐渡國誌』では推察している。
神道家の橘三喜は延宝3年（1675年）から23年かけて全国の一宮を参拝し、その記録を『諸国一宮巡詣記』全13巻として著したが、当神社には延宝6年（1678年）に参詣している。前述のように、現在の当神社祭神の杜撰には橘三喜が係わっているのではないか、と言われている。
『中世諸国一宮制の基礎的研究』によれば、文化13年（1816年）に度津神社別当神宮寺と一宮神社別当慶当寺の間に一宮論争が起こったのだという。同書では、その結果として度津神社別当神宮寺が勝訴し、以後は佐渡国一宮といえば度津神社と言われるようになったのだ、と述べている。
当神社の東前方には前述のように度津神社別当神宮寺があったが、明治の神仏分離令に際し帰農している。明治4年（1871年）5月14日には国幣小社に列せられたが、第2次世界大戦の終戦に伴い旧社格は廃止され、その後、当神社は神社本庁が包括する別表神社となっている。

## 境内

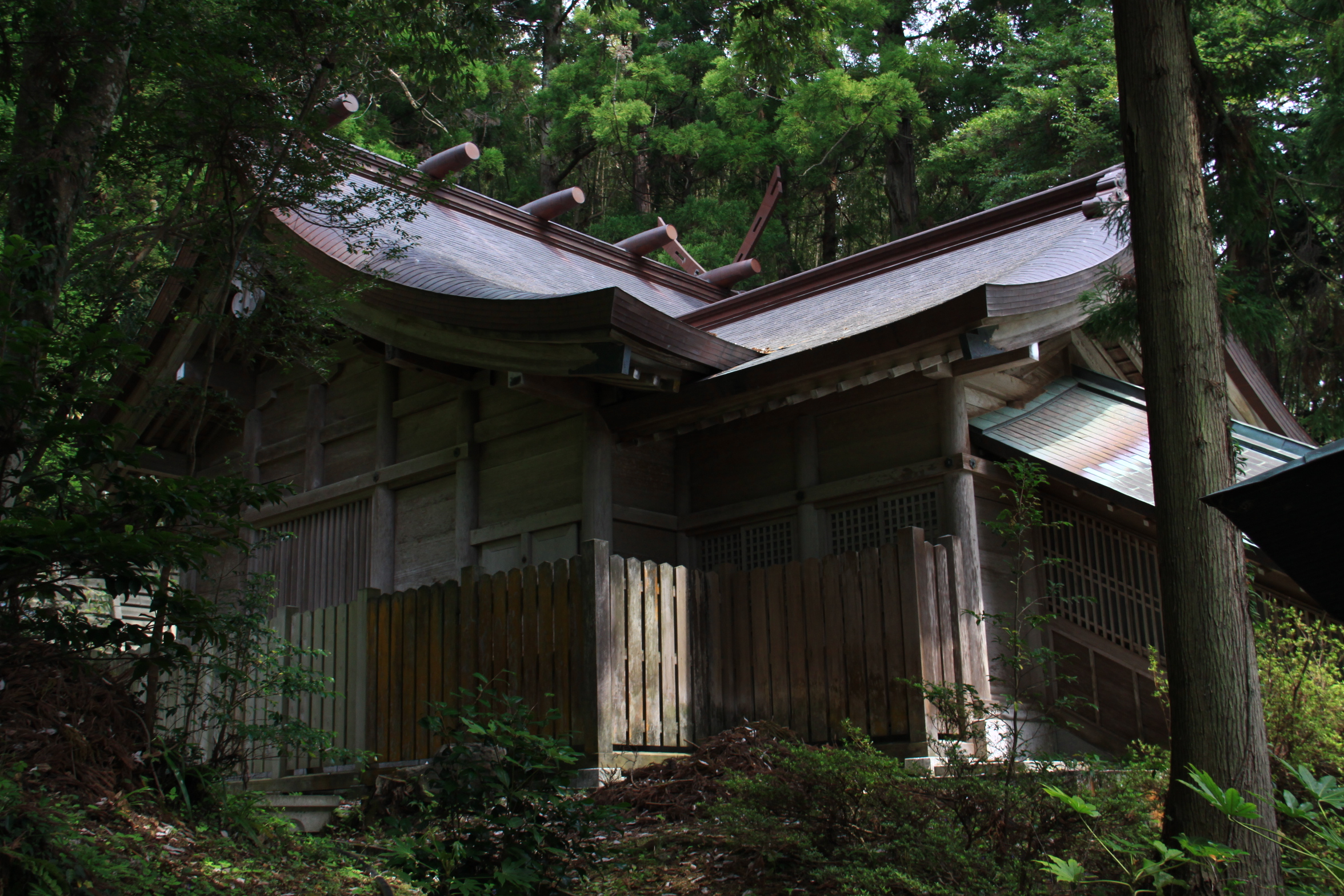
本殿 拝殿裏の斜面、一段高い場所に鎮座。覆屋根が流造、前面幣殿が切妻造。
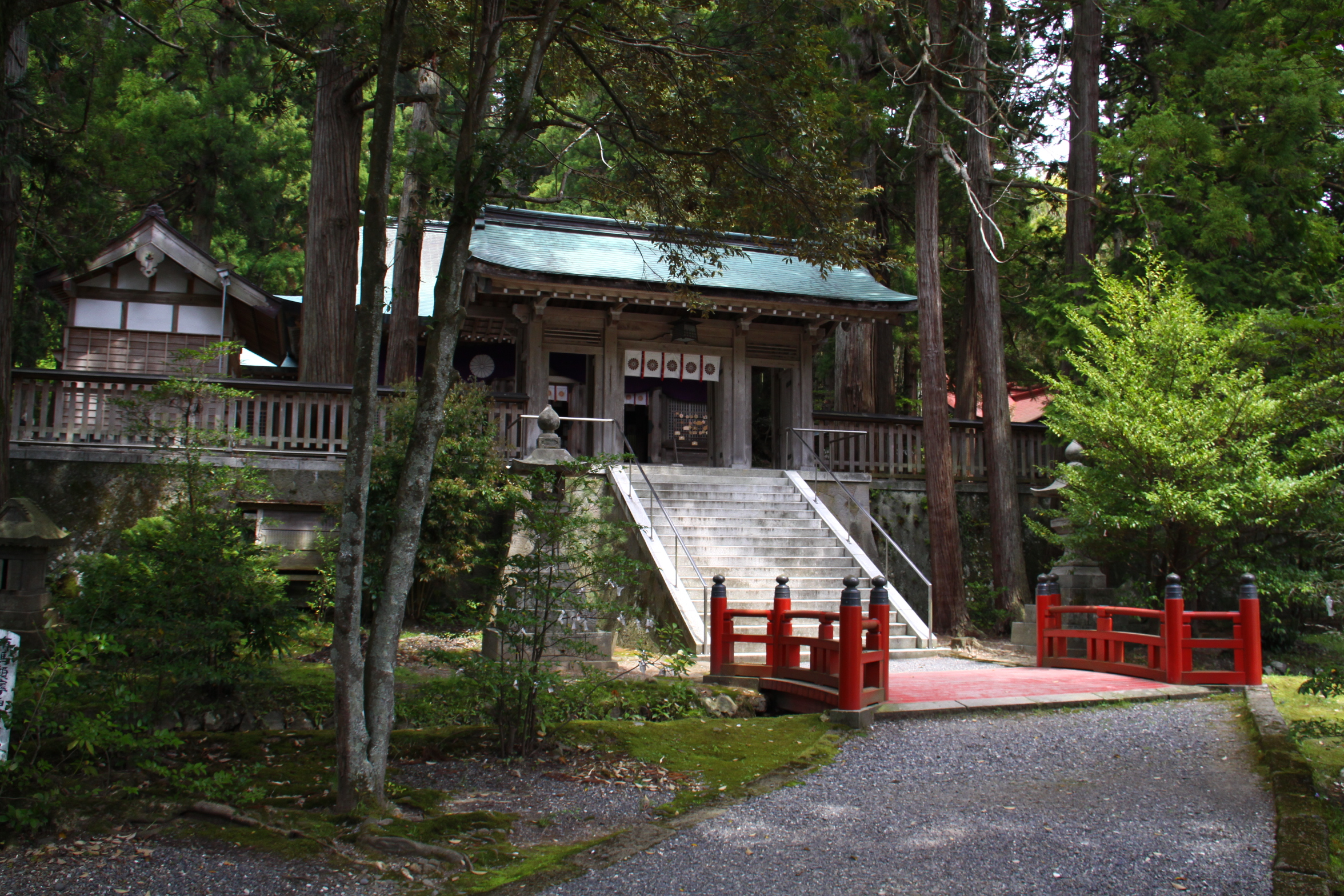
境内 火防橋（火伏橋）の向こう、石段の上に山門があり、その奥に拝殿の屋根が見える。
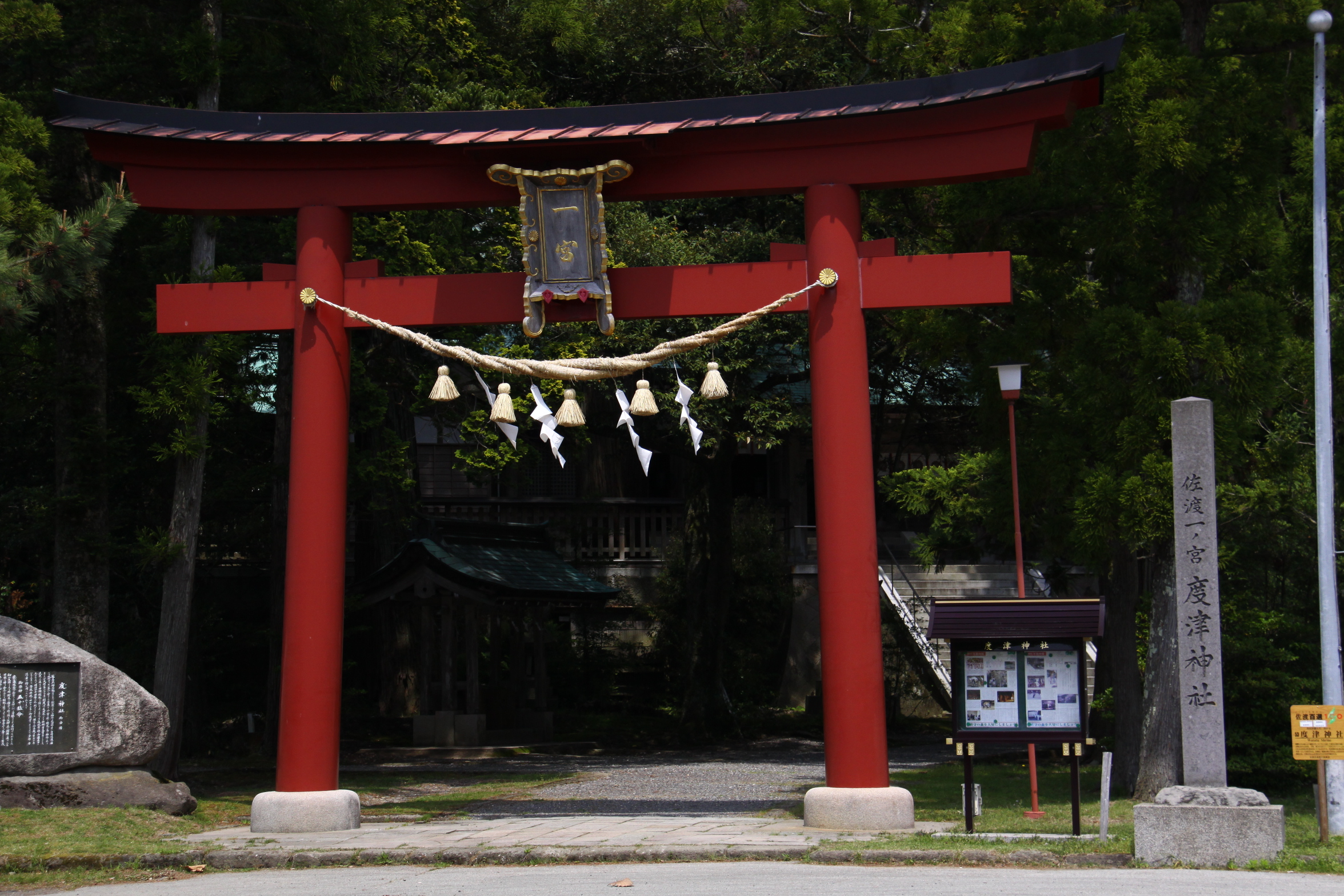
二の鳥居
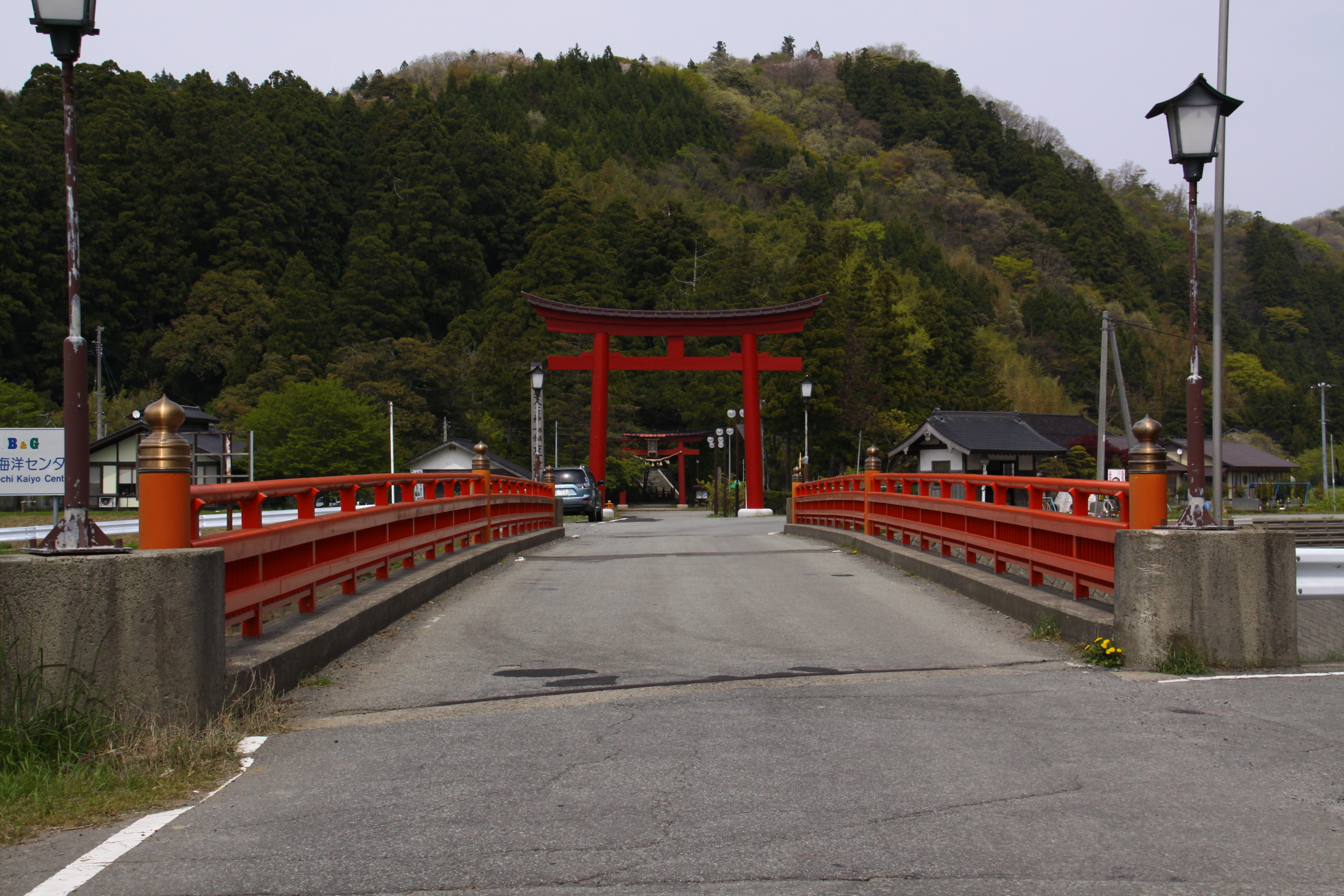
一の鳥居 県道81号線より。奥にある二の鳥居の背後に妹背山。 手前の朱塗りの欄干は羽茂川に架かる橋で、往古にはこの川の洪水により社殿や別当坊など全てが流失した。

## 主な祭事
- 歳旦祭（1月1日）
- 全島交通安全祈願祭（4月21日）
- 例祭（4月23日）
- 全島海上安全祈願祭（4月24日）
- 新嘗祭（11月23日）

## 現地情報
所在地
- 新潟県佐渡市羽茂飯岡550-4

交通アクセス
- 両津港（佐渡汽船で新潟港より）から、国道350号を車で約85分
- 小木港（佐渡汽船で直江津港より）から、県道を車で10分
- 新潟交通佐渡 渡津線「一の宮前」バス停下車 （徒歩5分）

周辺
- 飯岡城跡
- 羽茂城跡